# Elaphidion
Elaphidion är ett släkte av skalbaggar. Elaphidion ingår i familjen långhorningar.

## Dottertaxa tillElaphidion, i alfabetisk ordning[1]
- Elaphidion albosignatum
- Elaphidion androsensis
- Elaphidion angustatum
- Elaphidion auricoma
- Elaphidion bahamicae
- Elaphidion bidens
- Elaphidion cayamae
- Elaphidion clavis
- Elaphidion conspersum
- Elaphidion costipenne
- Elaphidion cristalensis
- Elaphidion cryptum
- Elaphidion cubae
- Elaphidion curacaoae
- Elaphidion densevestitum
- Elaphidion depressum
- Elaphidion difflatus
- Elaphidion elongatum
- Elaphidion excelsum
- Elaphidion fracticorne
- Elaphidion frisevestitum
- Elaphidion fullonium
- Elaphidion glabratum
- Elaphidion glabriusculum
- Elaphidion iviei
- Elaphidion jamaicensis
- Elaphidion jibacoense
- Elaphidion knulli
- Elaphidion laeve
- Elaphidion lanatum
- Elaphidion lewisi
- Elaphidion linsleyi
- Elaphidion manni
- Elaphidion mayesae
- Elaphidion michelii
- Elaphidion mimeticum
- Elaphidion mucronatum
- Elaphidion nearnsi
- Elaphidion niveonotatum
- Elaphidion pauropilosum
- Elaphidion pseudonomon
- Elaphidion pusillum
- Elaphidion quadrituberculatum
- Elaphidion rotundipenne
- Elaphidion scabricolle
- Elaphidion scaramuzzai
- Elaphidion spinicorne
- Elaphidion splendidum
- Elaphidion tectum
- Elaphidion thompsoni
- Elaphidion tomentosum
- Elaphidion tuberculicolle
- Elaphidion uncinatum
- Elaphidion unispinosum
- Elaphidion wappesi
- Elaphidion williamsi